# Сент-Ост
Сент-Ост (фр. Saint-Ost) — коммуна во Франции, находится в регионе Юг — Пиренеи. Департамент — Жер. Входит в состав кантона Миранд. Округ коммуны — Миранд.
Код INSEE коммуны — 32401.

## География

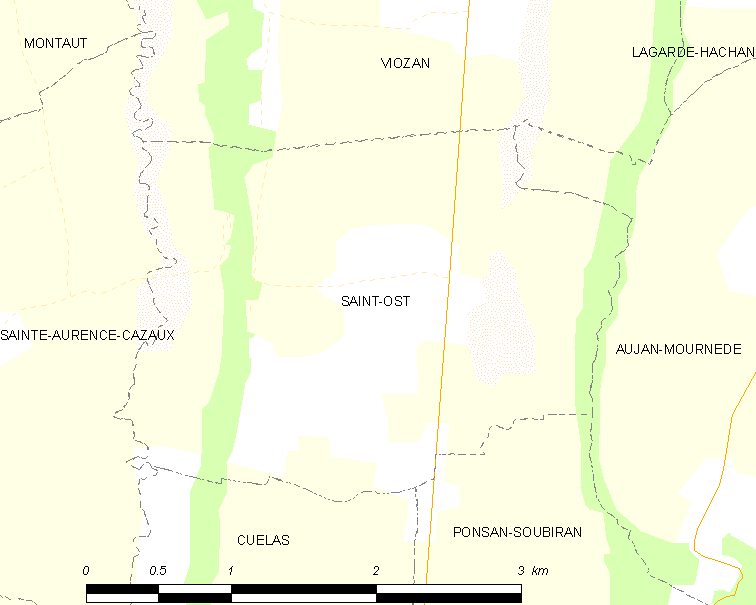
Карта коммуны

Коммуна расположена приблизительно в 630 км к югу от Парижа, в 85 км западнее Тулузы, в 32 км к югу от Оша.
На западе коммуны протекает река Баизоль, а на востоке — река Петит-Баиз.

## Климат
Климат умеренно-океанический. Лето жаркое и немного дождливое, температура часто превышает 35 °С. Зимой часто бывает отрицательная температура и ночные заморозки. Годовое количество осадков — 700—900 мм.

## Население
Население коммуны на 2010 год составляло 80 человек.
| 1962 | 1968 | 1975 | 1982 | 1990 | 1999 | 2010 |
| ---- | ---- | ---- | ---- | ---- | ---- | ---- |
| 139  | 137  | 108  | 105  | 94   | 86   | 80   |

## Администрация
| Период | Период | Фамилия         | Партия | Примечания |
| ------ | ------ | --------------- | ------ | ---------- |
| 2001   | 2020   | Кристиан Вердье |        |            |

## Экономика
В 2010 году среди 54 человек трудоспособного возраста (15-64 лет) 40 были экономически активными, 14 — неактивными (показатель активности — 74,1 %, в 1999 году было 68,8 %). Из 40 активных жителей работали 37 человек (16 мужчин и 21 женщина), безработных было 3 (0 мужчин и 3 женщины). Среди 14 неактивных 4 человека были учениками или студентами, 8 — пенсионерами, 2 были неактивными по другим причинам.